# П'ятницькизавр
П'ятницькизавр (Piatnitzkysaurus floresi) — вид ящіротазових динозаврів родини Piatnitzkysauridae. Він існував за раннього юрського періоду, 179—177 млн років тому на території Аргентини. Динозавр названий на честь аргентинського геолога Олександра П'ятницького (1879—1959).
Відкриття цього карнозавра в 70-х роках XX століття було першим доказом, що родичі північноамериканських динозаврів дійсно існували у Південній Америці у юрському періоді. Поруч зі скелетом пятницкізавра були виявлені кістки досить великого рослиноїдного динозавра, що став його здобиччю. Пятницкізавр відомий за двома частково збереженим черепам і деяким фрагментам скелета.

## Опис

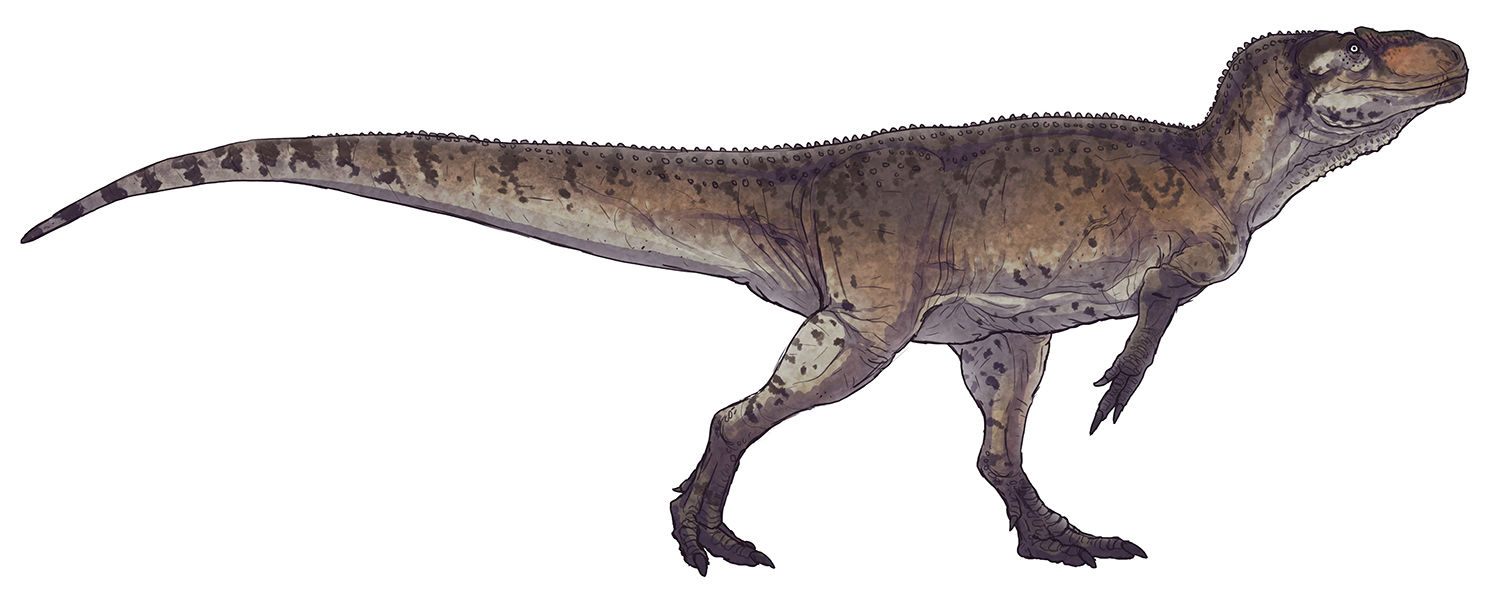
Художня реконструкція

Загалом відомо два часткових скелети (роздроблений череп і частини двох посткраніальних скелетів, серед яких паратип MACN CH 895) і є найповніше відомим тероподом з середньо-пізнього юрського періоду Південної півкулі. П'ятницькизавр був відносно легким двоногим хижаком середнього розміру, довжиною близько 4,3 метра і масою близько 450 кілограмів, хоча такі оцінки стосуються голотипу, який був нестатевозрілою особиною. Він мав міцні руки та потужні задні ноги з чотирма пальцями на кожній ступні. Довжина його сідничної кістки становить 423 міліметри. Його черепна коробка нагадує черепну коробку іншого мегалозавра — Piveteausaurus з Франції.
Цей ранній представник групи алозаврів відрізнявся від більшості своїх родичів примітивнішою будовою стегон, довшими плечовими кістками й потужнішими плечима. На додаток він був дуже схожий на алозавра і, ймовірно, вів таке ж життя мисливця. Оскільки він значно поступався в розмірах місцевим завроподам, можливо, йому доводилося полювати на молодих тварин або на слабких і старих особин стада рослиноїдних.

## Філогенія
Філогенетична кладограма, що зображує еволюційні зв'язки:
|  | Marshosaurus                                                      |
|  |                                                                   |
|  | \| \| Condorraptor \| \| \| \| \| \| Piatnitzkysaurus \| \| \| \| |
|  |                                                                   |
|  | Condorraptor                                                      |
|  |                                                                   |
|  | Piatnitzkysaurus                                                  |
|  |                                                                   |

|  | Condorraptor     |
|  |                  |
|  | Piatnitzkysaurus |
|  |                  |

|  | Marshosaurus                                                      |
|  |                                                                   |
|  | \| \| Condorraptor \| \| \| \| \| \| Piatnitzkysaurus \| \| \| \| |
|  |                                                                   |
|  | Condorraptor                                                      |
|  |                                                                   |
|  | Piatnitzkysaurus                                                  |
|  |                                                                   |

|  | Condorraptor     |
|  |                  |
|  | Piatnitzkysaurus |
|  |                  |

|  | Chuandongocoelurus |
|  |                    |
|  | Monolophosaurus    |
|  |                    |

|  | Spinosauridae  |
|  |                |
|  | Megalosauridae |
|  |                |

|  | Chuandongocoelurus |
|  |                    |
|  | Monolophosaurus    |
|  |                    |

|  | Spinosauridae  |
|  |                |
|  | Megalosauridae |
|  |                |

|  | Marshosaurus                                                      |
|  |                                                                   |
|  | \| \| Condorraptor \| \| \| \| \| \| Piatnitzkysaurus \| \| \| \| |
|  |                                                                   |
|  | Condorraptor                                                      |
|  |                                                                   |
|  | Piatnitzkysaurus                                                  |
|  |                                                                   |

|  | Condorraptor     |
|  |                  |
|  | Piatnitzkysaurus |
|  |                  |

|  | Marshosaurus                                                      |
|  |                                                                   |
|  | \| \| Condorraptor \| \| \| \| \| \| Piatnitzkysaurus \| \| \| \| |
|  |                                                                   |
|  | Condorraptor                                                      |
|  |                                                                   |
|  | Piatnitzkysaurus                                                  |
|  |                                                                   |

|  | Condorraptor     |
|  |                  |
|  | Piatnitzkysaurus |
|  |                  |

|  | Chuandongocoelurus |
|  |                    |
|  | Monolophosaurus    |
|  |                    |

|  | Spinosauridae  |
|  |                |
|  | Megalosauridae |
|  |                |

|  | Chuandongocoelurus |
|  |                    |
|  | Monolophosaurus    |
|  |                    |

|  | Spinosauridae  |
|  |                |
|  | Megalosauridae |
|  |                |